# SciPy
SciPy(사이파이)는 과학 컴퓨팅과 기술 컴퓨팅(technical computing)에 사용되는 자유-오픈 소스 파이썬 라이브러리이다.

## 같이 보기
- NumPy
- SymPy
- Matplotlib